# Orzesze Jaśkowice
Orzesze Jaśkowice – stacja kolejowa w Orzeszu, w województwie śląskim, w Polsce. Na stacji zatrzymują się pociągi osobowe i przyspieszone spółki Koleje Śląskie z Katowic i Oświęcimia do Raciborza, Chałupek i Wodzisławia Śląskiego. Niegdyś była to stacja węzłowa, gdyż w Jaśkowicach bieg kończyły pociągi z Tychów. Przestały one kursować w 2001 roku.

## Ruch pasażerski
| Rok  | Wymiana pasażerska na dobę |
| ---- | -------------------------- |
| 2017 | 150-199                    |
| 2022 | 300-499                    |